# سیارک ۶۵۵۴
سیارک ۶۵۵۴ (به انگلیسی: 6554 Takatsuguyoshida، نامگذاری:1989UO1) شش هزار و پانصد و پنجاه و چهارمین سیارک کشف شده‌است که در ۲۸ اکتبر ۱۹۸۹ کشف شد.
قدر مطلق سیارک برابر ۱۸.۶ است.